# Norddeutsche Verkehrsbetriebe
Die Norddeutsche Verkehrsbetriebe GmbH ist ein Omnibus-Verkehrsunternehmen in Schleswig-Holstein. Sie ist ein Tochterunternehmen der Transdev GmbH und gehört innerhalb des Konzerns zum Geschäftsfeld Bus Bereich Nordost. Die Norddeutsche Verkehrsbetriebe GmbH betreibt im Auftrag des ÖPNV-Aufgabenträgers den Stadtbusverkehr in Rendsburg sowie den Regionalbusverkehr in den Kreisen Nordfriesland (Linienbündel Mitte) und Ostholstein (Linienbündel Nord).
Das heutige Unternehmen entstand im Februar 2025 durch die Fusion mit der Rohde Verkehrsbetriebe GmbH.
Der Hauptsitz des Unternehmens liegt in Husum.

## Geschichte
Die Geschichte des Unternehmens reicht zurück bis zur Gründung der Kleinbahn Niebüll-Dagebüll oHG am 22. Januar 1895. Das ursprünglich im Schienenverkehr tätige Unternehmen beförderte hauptsächlich Personen und Güter zwischen Niebüll und Dagebüll.
1941 hatte das Unternehmen vier Busse.
Im Jahr 1994 hieß das Unternehmen Nordfriesische Verkehrsbetriebe AG (NVAG). Der Fuhrpark bestand auch aus 18 Bussen. Noch im gleichen Jahr schloss man sich der Verkehrs- und Tarifgemeinschaft Nordfriesland Regional an.
Am 31. Dezember 2003 meldete die Nordfriesische Verkehrsbetriebe AG Insolvenz an und stellte den Betrieb ein. Die Bussparte wurde in der Folge als Niebüller Verkehrsbetriebe GmbH (NVB) neu gegründet und übernahm nahtlos die Busverkehrsleistungen des Vorgängerunternehmens in Niebüll und Umgebung.
Am 25. Juli 2008 fusionierten die NVB mit der Nord-Ostsee-Bus GmbH schließlich zur Norddeutschen Verkehrsbetriebe GmbH. Der Unternehmenssitz blieb zunächst in Niebüll. Außerdem blieb die Bezeichnung „Niebüller Verkehrsbetriebe“ weiterhin bestehen.
Mit Beginn des Jahres 2017 übernahm das Unternehmen den Betrieb des Rendsburger Stadtverkehrs von Timm Heinrich Sievers Stadtverkehr GmbH.
Zum 1. August 2019 wurde der Betrieb auf den zuvor betriebenen Niebüller Linien im Kreisnetz Nordfriesland Nord vertragsgemäß an die Autokraft GmbH übergeben.
Im Februar 2025 wurde die Norddeutsche Verkehrsbetriebe GmbH mit der Rohde Verkehrsbetriebe GmbH verschmolzen. Der Regionalbusverkehr in den Kreisen Nordfriesland (Linienbündel Mitte) und Ostholstein (Linienbündel Nord) wird nun von der Norddeutsche Verkehrsbetriebe GmbH betrieben.

## Linienübersicht
| Linie | Verbindung (Stadtverkehr Rendsburg)                                     | Verkehrstage     |
| ----- | ----------------------------------------------------------------------- | ---------------- |
| 1     | Nobisfähre – Rendsburg ZOB – Gardinger Str. – Husumer Str. – Fockbek    | werktags         |
| 2     | Nobisfähre – Rendsburg ZOB – Gardinger Str. – Husumer Str. – Fockbek    | montags–freitags |
| 3     | Nobisfähre – Rendsburg ZOB – Rothenhof – Elsdorfer Str. – Fockbek       | täglich          |
| 5     | Hochfeld – Rendsburg ZOB – Mastbrook                                    | werktags         |
| 6     | Hochfeld – Rendsburg ZOB – Mastbrook                                    | täglich          |
| 7     | Hochfeld – Rendsburg ZOB – Mastbrook                                    | montags–freitags |
| 8     | Rendsburg ZOB – Eiderpark – Rendsburg ZOB – Krankenhaus – Rendsburg ZOB | montags–freitags |
| 10    | Hohe Luft – Rendsburg ZOB – Rondo – Parkallee – Borgstedt – Büdelsdorf  | werktags         |
| 11    | Hohe Luft – Rendsburg ZOB – Eckernförder Str. – Lindenstr. – Büdelsdorf | täglich          |
| 12    | Hohe Luft – Rendsburg ZOB – Eckernförder Str. – Lindenstr. – Büdelsdorf | werktags         |
| 14    | Westerrönfeld – Hog’n Dor – Osterrönfeld – Schülldorf                   | werktags         |
| 15    | Rendsburg ZOB – Hagebaumarkt – Real – Eiderpark                         | werktags         |
| 16    | Schacht-Audorf – Osterrönfeld – Rendsburg ZOB                           | werktags         |
| 17    | Rendsburg ZOB – Westerrönfeld – Schülp                                  | werktags         |
| 19    | Rickert – Büdelsdorf – Rendsburg – Fockbek – Nübbel                     | werktags         |

| Linie | Verbindung (Nordfriesland Mitte)                                                |
| ----- | ------------------------------------------------------------------------------- |
| 38    | Weding – Flensburg                                                              |
| 120   | Langenhorn – Bredstedt – Husum                                                  |
| 121   | Langenhorn – Bredstedt – Husum (nur montags bis freitags)                       |
| 122   | Niebüll – Langenhorn                                                            |
| 125   | Niebüll – Langenhorn – Bredstedt                                                |
| 127   | Langenhorn – Ockholm – Langenhorn                                               |
| 128   | Reußenköge – Bredstedt                                                          |
| 129   | Bredstedt – Ockholm – Bredstedt                                                 |
| 130   | Bredstedt – Joldelund – Großenwiehe – Flensburg                                 |
| 131   | Bohmstedt – Almdorf – Breklum – Bredstedt                                       |
| 132   | Vollstedt – Sönnebüll – Bredstedt                                               |
| 133   | Drelsdorf – Bohmstedt – Drelsdorf                                               |
| 135   | Bredstedt – Viöl – Schleswig                                                    |
| 136   | Bordelum – Dörpum                                                               |
| 137   | Langenhorn – Lütjenholm – Langenhorn                                            |
| 138   | Bargum – Bredstedt – Husum                                                      |
| 139   | Löwenstedt – Haselund                                                           |
| 144   | Högel – Drelsdorf – Husum                                                       |
| 195   | Schlüttsiel – Bredstedt                                                         |
| 870   | Lindewitt – Sillerup – Großenwiehe – Flensburg                                  |
| 885   | Goldelund – Lindewitt                                                           |
| 887   | Schulverkehr Lindewitt / Schobüllhuus                                           |
| 888   | Flensburg – Großenwiehe – Wanderup                                              |
| Linie | Verbindung (Ostholstein Nord)                                                   |
| 1     | Ortsverkehr Heiligenhafen: Orthmühle – Steinwarder                              |
| 550   | Neustadt – Grömitz – Kellenhusen – Dahme – Oldenburg                            |
| 551   | Bliesdorf – Grömitz                                                             |
| 552   | Neustadt – Schashagen – Neustadt                                                |
| 553   | Groß Schlamin – Brenkenhagen – Grömitz                                          |
| 554   | Süssau – Riepsdorf – Grube                                                      |
| 555   | Cismar – Grömitz                                                                |
| 556   | Lensahn – Kabelhorst – Lensahn                                                  |
| 557   | Grömitz – Lensahn – Oldenburg                                                   |
| 559   | Lensahn – Riepsdorf – Cismar – Lensahn                                          |
| 560   | Neustadt – Lensahn – Oldenburg                                                  |
| 561   | Kaköhl – Hansühn – Schönwalde                                                   |
| 562   | Oldenburg – Hansühn – Schönwalde                                                |
| 563   | Oldenburg – Lensahn – Kaköhl                                                    |
| 565   | Lensahn – Kabelhorst – Oldenburg (Anruflinienbus „ALFA“)                        |
| 570   | Oldenburg – Heringsdorf – Heiligenhafen                                         |
| 573   | Oldenburg – Weißenhäuser Strand                                                 |
| 574   | Oldenburg – Heiligenhafen                                                       |
| 576   | Oldenburg – Dazendorf – Heiligenhafen                                           |
| 577   | Rossee – Gremersdorf – Heiligenhafen                                            |
| 580   | Oldenburg – Gremersdorf – Heiligenhafen                                         |
| 581   | Anruflinienbus (ALFA) Wangels                                                   |
| 582   | Anruflinienbus (ALFA) Gremersdorf Süd                                           |
| 583   | Anruflinienbus (ALFA) Neukirchen                                                |
| 584   | Anruflinienbus (ALFA) Augustenhof                                               |
| 585   | Anruflinienbus (ALFA) Johannisthal                                              |
| 586   | Anruflinienbus (ALFA) Gremersdorf Nord                                          |
| 587   | Anruflinienbus (ALFA) Ostermade                                                 |
| 588   | Anruflinienbus (ALFA) Ferienlinie Ost Heiligenhafen – Oldenburg (nur im Sommer) |
| 589   | Anruflinienbus (ALFA) Ferienlinie West Oldenburg – Wandelwitz (nur im Sommer)   |
| 590   | Heiligenhafen – Großenbrode – Burg                                              |
| 591   | Burgtiefe – Burg – Puttgarden                                                   |
| 592   | Burg – Fehmarnsund                                                              |
| 593   | Puttgarden – Katharinenhof – Burg                                               |
| 595   | Burg – Orth                                                                     |
| 596   | Wenkendorf – Burg                                                               |
| 597   | Wulfen – Landkirchen                                                            |
| 8510  | Grömitzer „Sonnen-Shuttle“ (verkehrt von Mai bis September)                     |

Neben den obigen Linienbusverkehren ist das Unternehmen auch für die Verkehrsleistungen im „Lüttbus“-Gebiet „Mittleres Nordfriesland“ zuständig und löst damit das Rufbusgebiet „Mittleres Nordfriesland“ ab.

## Eingesetzte Bustypen
- Iveco Crossway LE City 12M Hybrid (Low-Entry-Hybridbus)
- Iveco Crossway LE City 12M (Low-Entry-Bus)
- Mercedes-Benz Citaro C2G (Gelenkbus)
- Mercedes-Benz Citaro C2 Hybrid (Solobus)
- MAN Lion’s City A20 Ü (Regionalbus)
- MAN Lion’s City A21 (Solobus)
- MAN Lion’s City A37 (Solobus)
- MAN Lion’s City A47 (Midibus)
- MAN Lion’s City 12C EfficientHybrid (Solo-Hybridbus)
- MAN Lion’s City 18C EfficientHybrid (Gelenk-Hybridbus)
- MAN Lion’s Intercity LE 33C EfficientHybrid (Low-Entry-Hybridbus)
- Solaris Urbino 12 IV

- Mercedes-Benz Vito
- Mercedes-Benz eVito

## Galerie

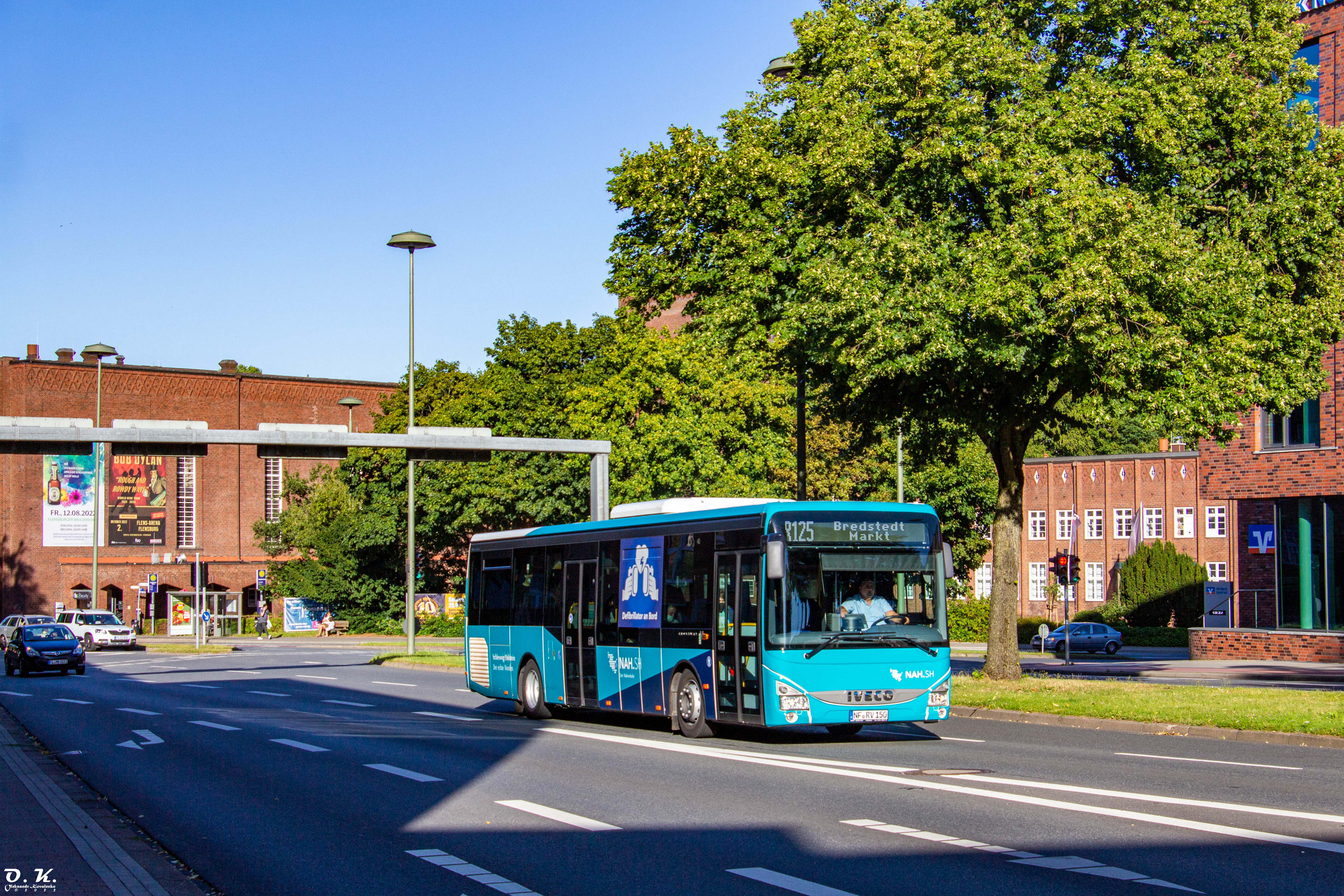
Iveco Crossway LE (NF-RV 150)
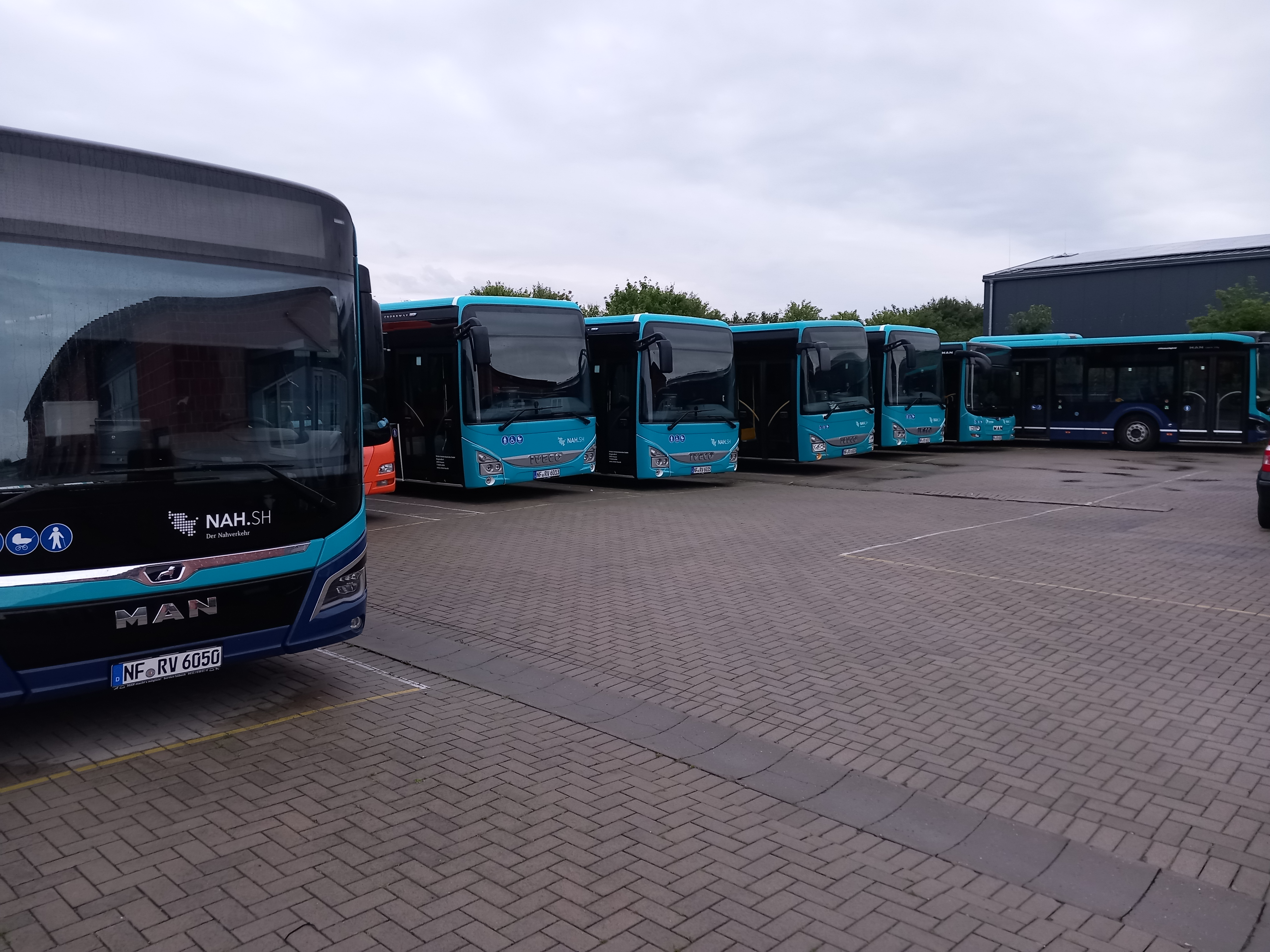
Betriebshof Burg auf Fehmarn
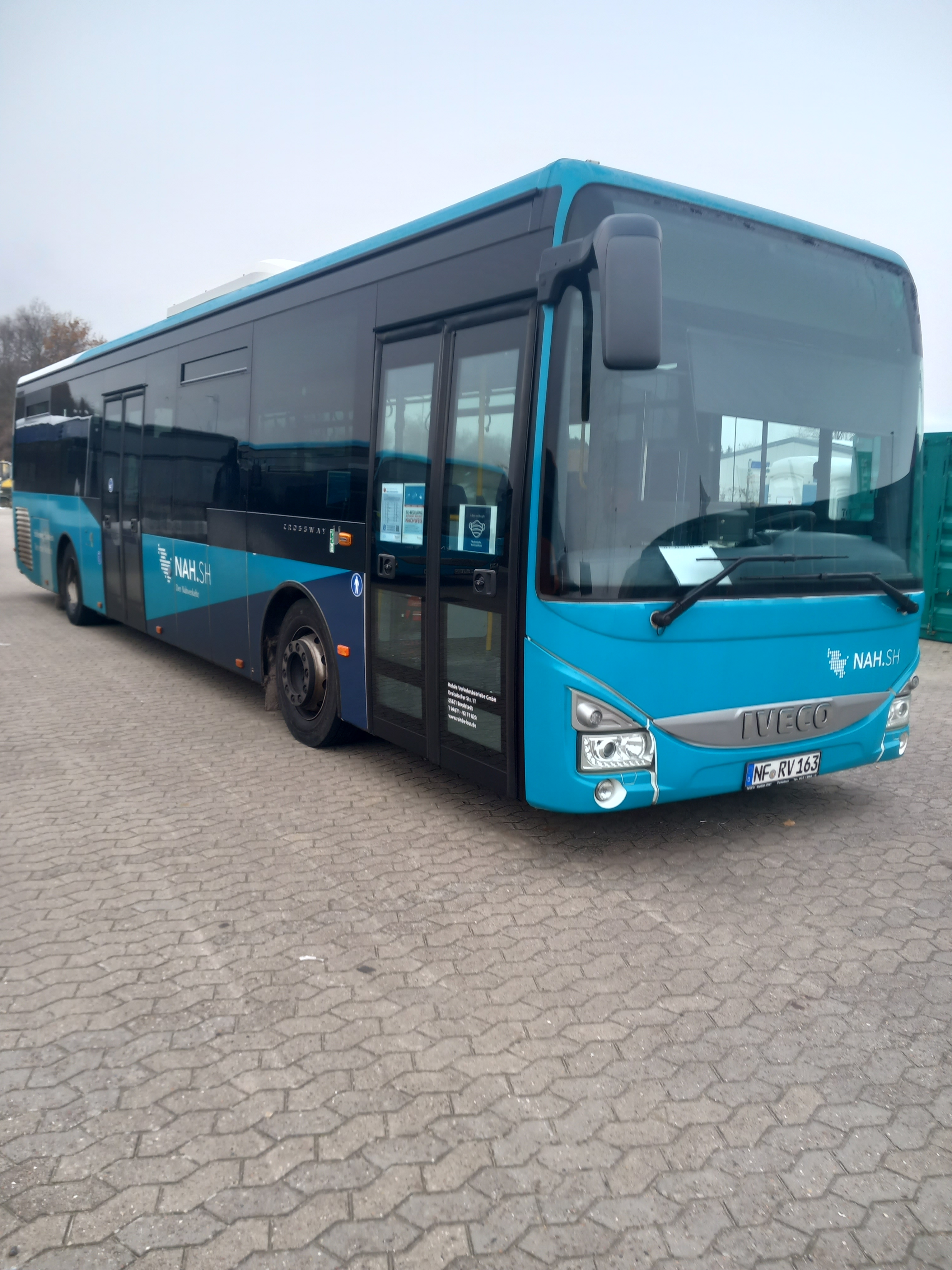
Iveco Crossway LE auf dem Betriebshof Oldenburg in Holstein
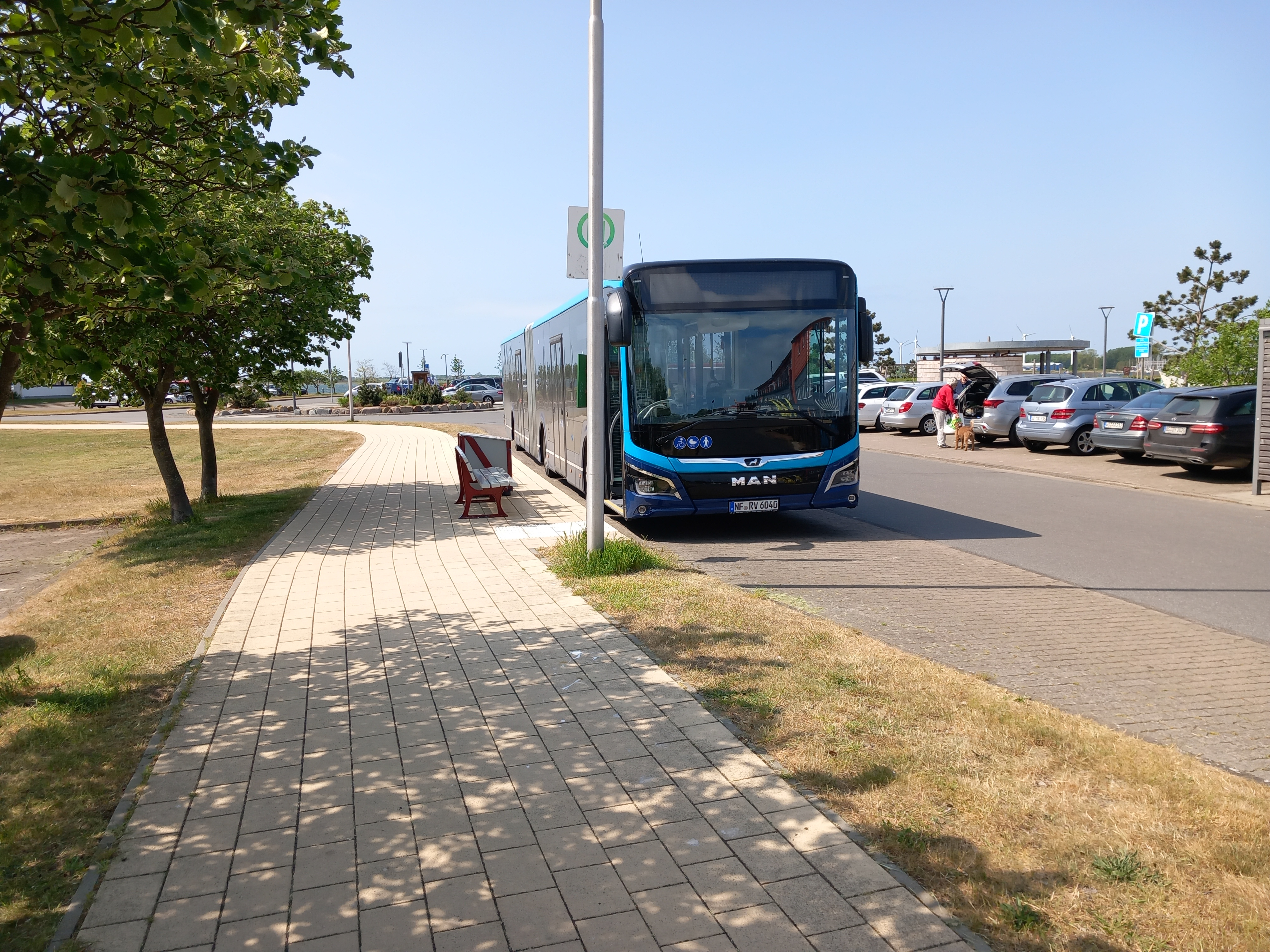
MAN Lion’s City 18C EfficientHybrid